# Гиацинт восточный
Гиаци́нт восто́чный (лат. Hyacínthus orientális) — вид луковичных растений рода Гиацинт (Hyacinthus) семейства Спаржевые (Asparagaceae). Типовой вид рода.
Родина — Малая Азия и Средиземноморье. В настоящее время широко культивируется в качестве декоративного и лекарственного растения практически повсеместно.

## Ботаническое описание

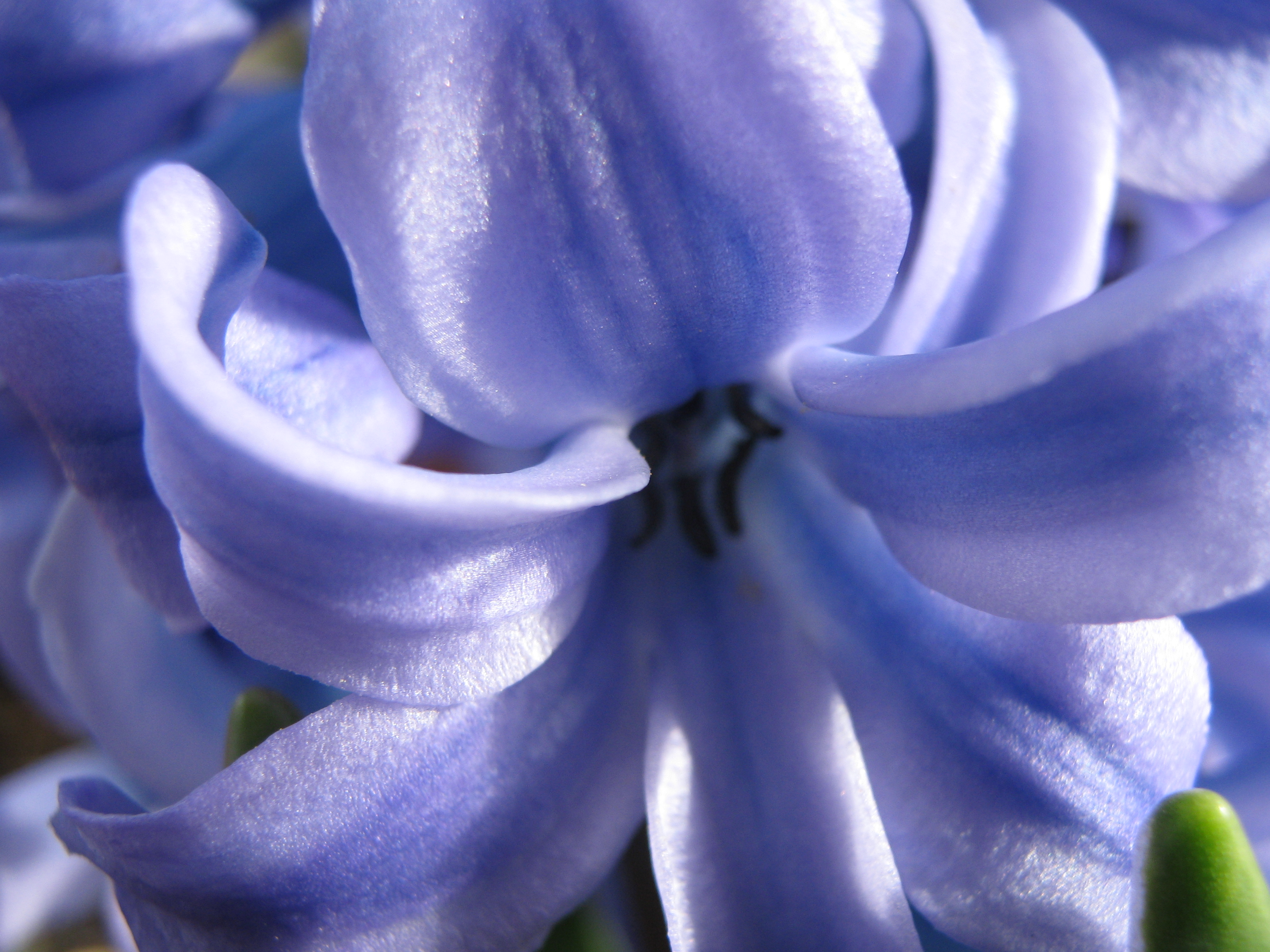
Цветок

Многолетнее луковичное растение высотой до 30 см.
Луковица до 8 см в диаметре.
Стебель 5 мм в диаметре, высотой 20—50 см, цилиндрический.
Цветки колокольчатые, собраны в рыхлую кисть на конце стебля, с беловатыми или окрашенными прицветниками. Околоцветники до 2 см длиной, надрезанные на ланцетные доли, мясистые, синего, белого или красного цвета. Цветёт ранней весной — это один из самых первых садовых цветков.
Листья прилуковичные, линейные, до 2 см шириной, короче или равные стеблю, вогнутые.

## Практическое использование
Гиацинт — популярное декоративное растение. Существует множество садовых форм и сортов с цветками разного цвета, простыми и махровыми (известно около 300 сортов). Он предпочитает супесчаные, лёгкие, перегнойные почвы. Хорошо растёт на солнечных, безветренных местах. Не переносит суровые зимы. Размножается делением луковиц, луковичными чешуями и лиственными черенками, семенами.
В лекарственных целях используют надземную часть растения. Гиацинт восточный содержит колхицин — ценное лекарственное вещество, используемое для лечения подагры. Растение ядовито: употребление настоев и отваров внутрь может вызвать тошноту, рвоту, расстройство желудочно-кишечного тракта.
Гиацинты издавна применяются в косметике. Настой лепестков гиацинта на спирту разглаживает кожу лица, ароматизирует, устраняет морщины, предохраняет от вредных атмосферных воздействий.
Высушенные лепестки гиацинта кладут в полотняные мешочки и перекладывают ими постельное бельё в шкафу. Оно долго сохраняет свежесть.
Высушенные и измельчённые в порошок лепестки гиацинта можно использовать для борьбы с вредными насекомыми — тараканами, комарами.

## Некоторые сорта

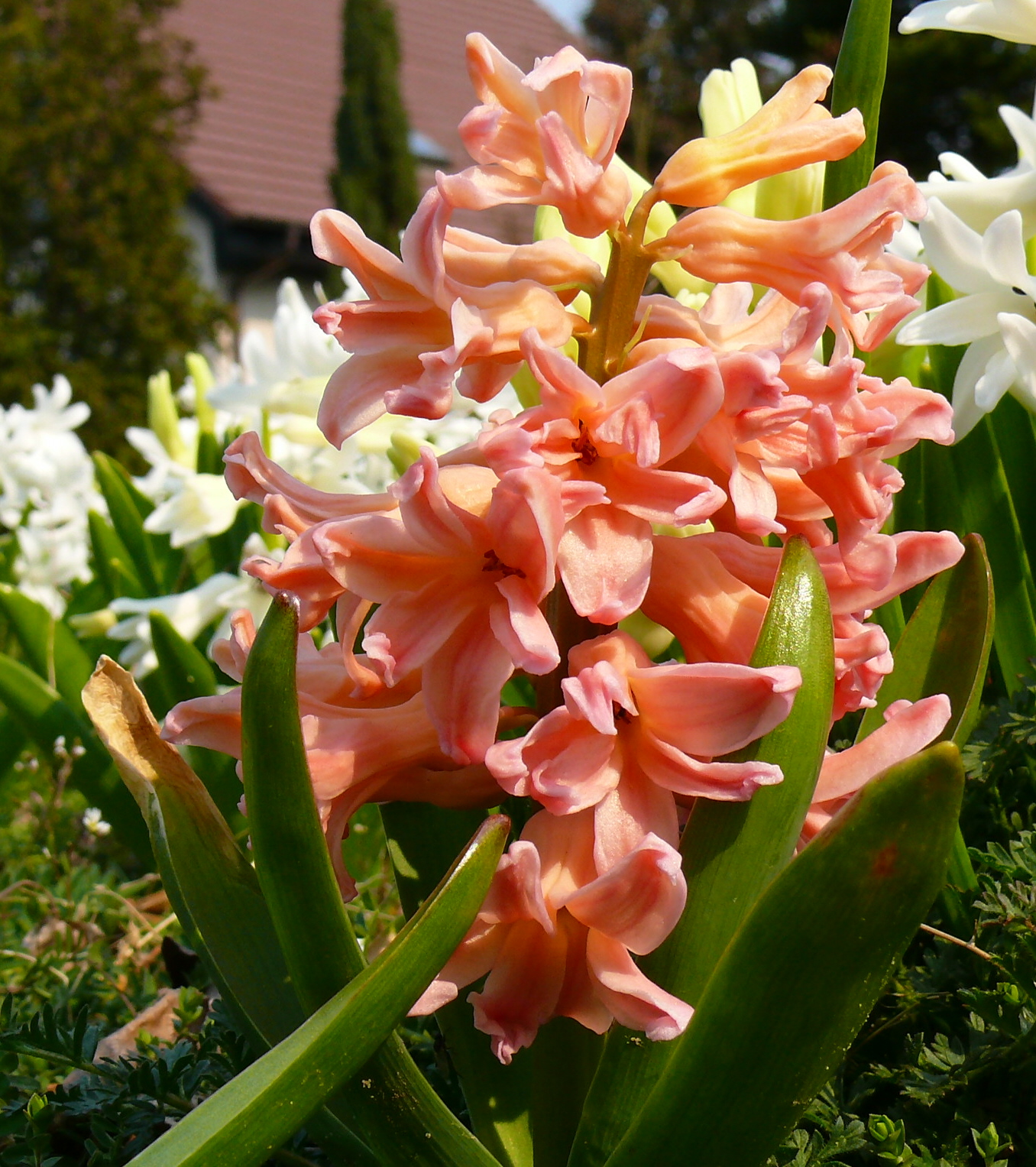
'Gipsy Queen'

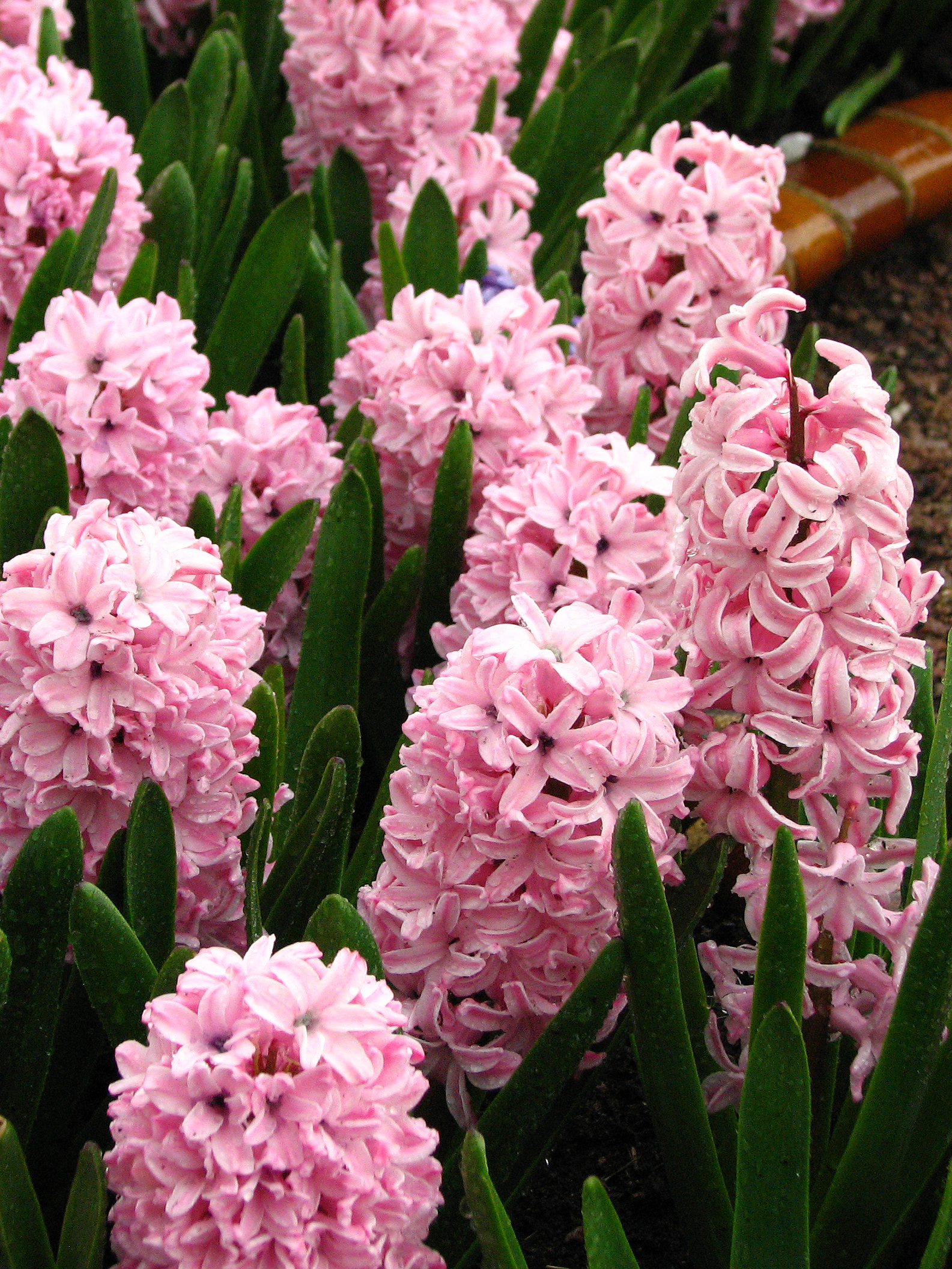
'Pink Pearl'

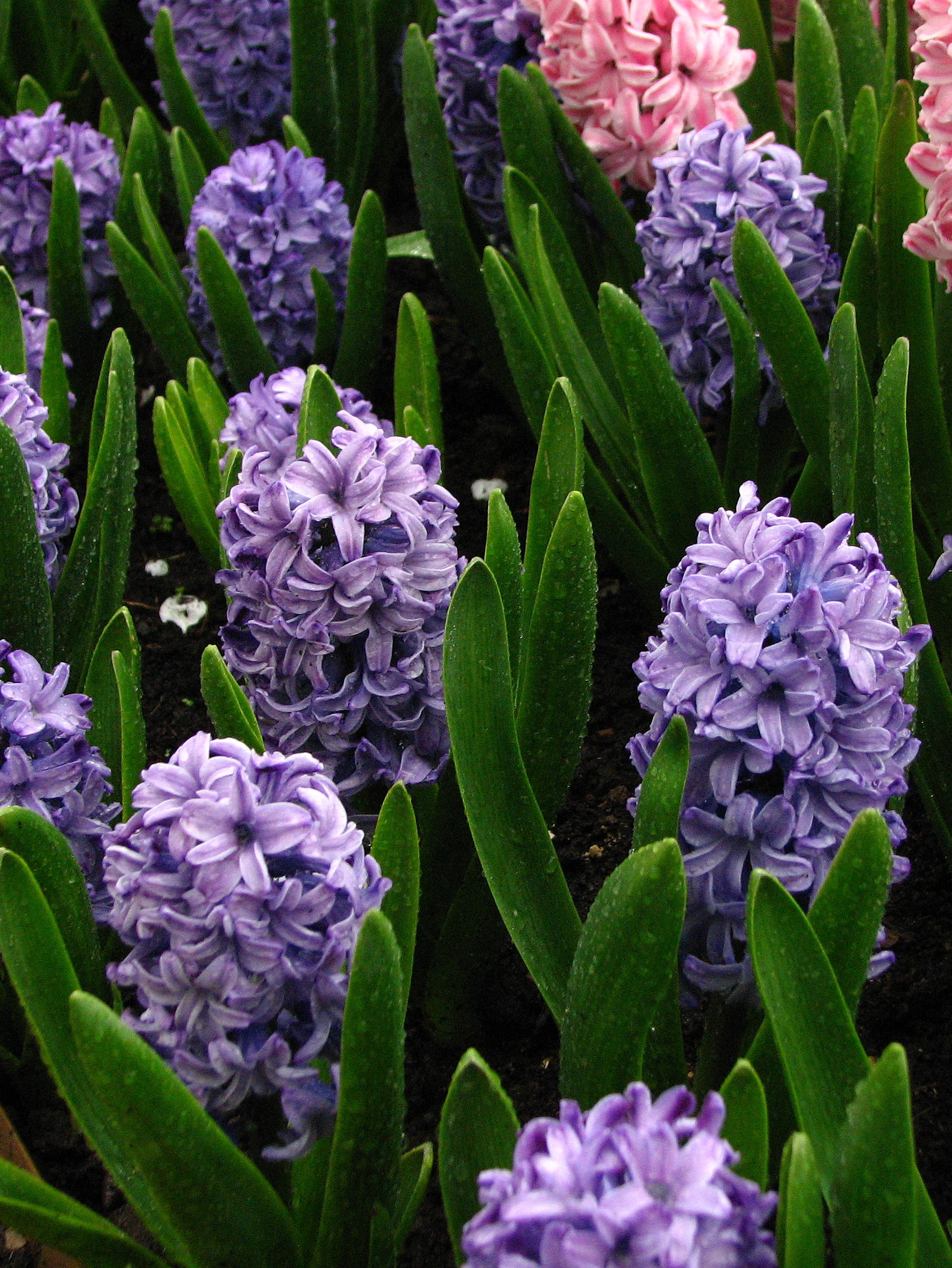
'Delft Blue'

- 'Gipsy Queen' G. van der Meij, 1927. Цветки тёмно-лососевого и абрикосового цвета. Среднеранний. Кариотип: 2n = 16. От этого сорта в результате выявления мутаций получены следующие сорта: 'Gipsy Princess', 'Yellow Queen'[1].
- 'Peter Stuyvesant' M.C. Zonneveld & Sons, 1987. Цветки тёмно-фиолетовые. От этого сорта в результате выявления мутаций получены следующие сорта: 'Manhattan', 'Purple Voice'[2].
- 'Woodstock' Jac. Prins & Zn. B.V. — Anna Paulowna, 1992. Цветки тёмно-пурпурные, ароматные. Спорт от Hyacinthus orientalis 'Jan Bos'[3].
- 'China Pink'. Регистратор: Verduyn & Ten Hagen. Спорт от 'Delft Blue'. Кариотип: 2n = 30. Цветки розовые. Пыльца жёлтая[4].
- 'Delft Blue' (syn. 'Delft’s Blauw'). Регистратор: J.W.A. Lefeber, 1944. Высота растений около 30 см. Цветки нежного лилово-синего цвета. От этого сорта в результате выявления мутаций получены следующие сорта: 'Blue Orchid', 'Blue Peter', 'Blue Star', 'China Pink', 'City of Bradford', 'Delft White', 'Isabelle', 'Purple Star', 'Top Hit', 'White King'[5].
- 'Jan Bos'. Сорт получен J.H. Kersten в 1910 году, зарегистрирован P. Bijvoet, введён в культуру в 1927 году. Ранний. Цветки красные. Кариотип: 2n = 24. Награды: A.M.-B.C. 1927. От этого сорта в результате выявления мутаций получены следующие сорта: 'Eclipse', 'Orion', 'Red Diamond', 'Woodstock'[6].
- 'Pink Pearl' Ранний. Регистратор: J.W.A. Lefeber, 1922. Цветки фиолетово-фуксиевой окраски. Кариотип: 2n = 16. Награды: E.F.A.-B.C. 1932. От этого сорта в результате выявления мутаций получены следующие сорта: 'Blue Pearl', 'Early Bird', 'Early Pink Pearl', 'Lila Pearl', 'Prinses Irene', 'Purple Sensation', 'Scarlet Pearl', 'Snow Pearl', 'Violet Pearl', 'White Pearl'[7].

## Классификация

### Таксономия
Вид Гиацинт восточный входит в род Гиацинт (Hyacinthus) семейства Спаржевые (Asparagaceae) порядка Спаржецветные (Asparagales).
До недавнего времени род Гиацинт выделяли в собственное семейство — Гиацинтовые (Hyacinthaceae), однако в системе APG III 2009 года этот род включён в семейство Спаржевые.
|  |                                      |  |                                                               |                                                               |                     |  | ещё 13 семейств (согласно Системе APG III) | ещё 13 семейств (согласно Системе APG III) |                          |  |  |  | ещё около 60 родов                                                               | ещё около 60 родов    |  |  |
|  |                                      |  |                                                               |                                                               |                     |  | ещё 13 семейств (согласно Системе APG III) | ещё 13 семейств (согласно Системе APG III) |                          |  |  |  | ещё около 60 родов                                                               | ещё около 60 родов    |  |  |
|  |                                      |  |                                                               | порядок Спаржецветные                                         |                     |  |                                            |                                            | подсемейство Scilloideae |  |  |  |                                                                                  | вид Гиацинт восточный |  |  |
|  |                                      |  |                                                               | порядок Спаржецветные                                         |                     |  |                                            |                                            | подсемейство Scilloideae |  |  |  |                                                                                  | вид Гиацинт восточный |  |  |
|  | отдел Цветковые, или Покрытосеменные |  |                                                               |                                                               | семейство Спаржевые |  |                                            |                                            | род Гиацинт              |  |  |  |                                                                                  |                       |  |  |
|  | отдел Цветковые, или Покрытосеменные |  |                                                               |                                                               |                     |  |                                            |                                            |                          |  |  |  |                                                                                  |                       |  |  |
|  |                                      |  | ещё 58 порядков цветковых растений (согласно Системе APG III) | ещё 58 порядков цветковых растений (согласно Системе APG III) |                     |  |                                            | ещё 5 подсемейств                          | ещё 5 подсемейств        |  |  |  | ещё, по крайней мере, два вида: Hyacinthus litwinovii и Hyacinthus transcaspicus |                       |  |  |
|  |                                      |  |                                                               | ещё 58 порядков цветковых растений (согласно Системе APG III) |                     |  |                                            |                                            | ещё 5 подсемейств        |  |  |  |                                                                                  |                       |  |  |